# گوشچانوو
گوشچانوو (به لاتین: Goszczanów) یک روستا در لهستان است که در گمینا گوشچانوو واقع شده‌است. گوشچانوو ۸۲۴ نفر جمعیت دارد.